# Rufin et Valère
Rufin et Valère étaient deux martyrs chrétiens de la Gaule belgique au IIIe siècle.

## Biographie

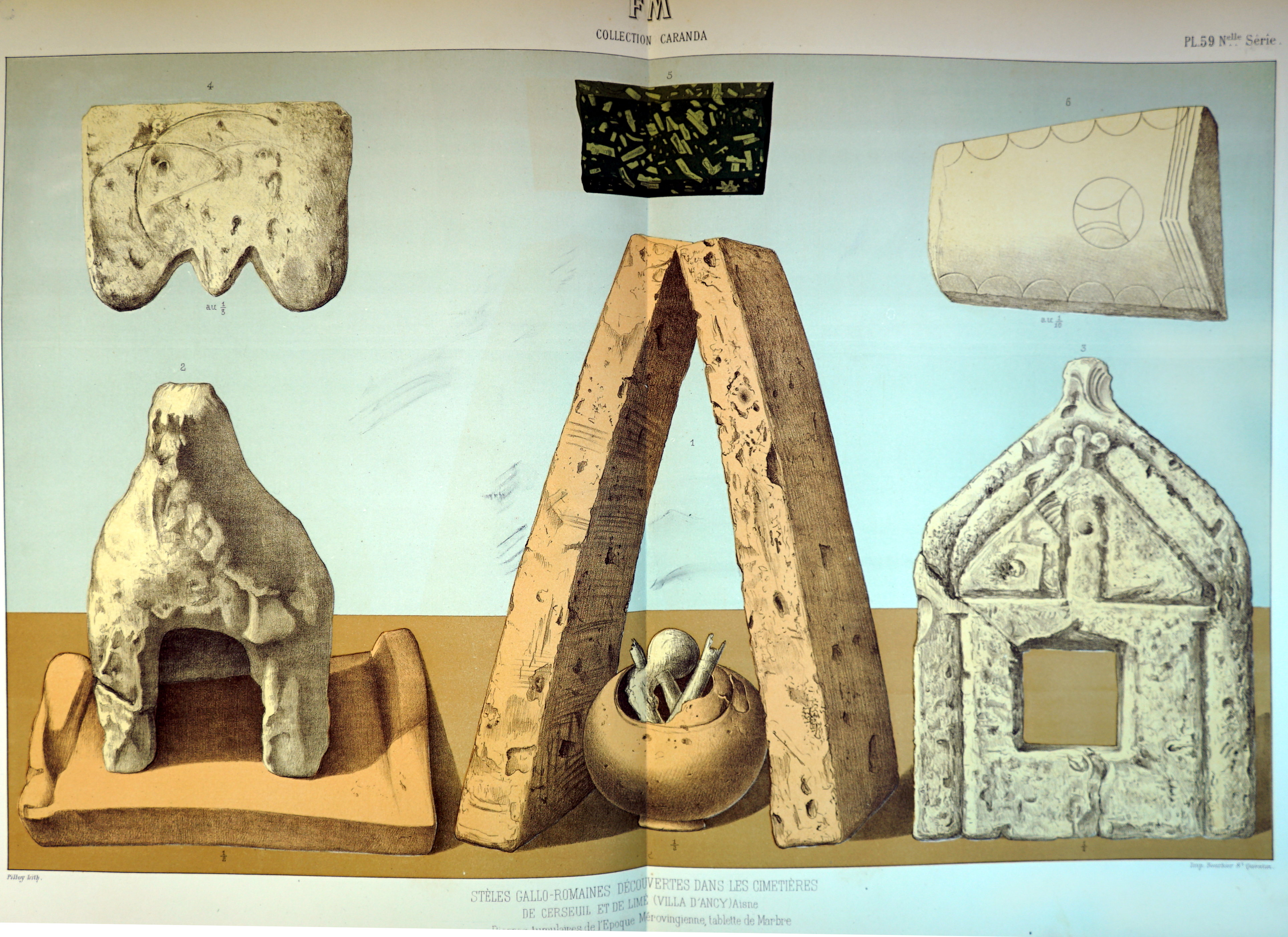
Stèles funéraires de la villa d'Ancy à Limé, un des domaines ruraux qui approvisionnaient les greniers de Soissons, dessin de 1887.

Rufin et Valère étaient deux fonctionnaires romains qui dirigeaient les greniers impériaux de la région de Soissons. Convertis au christianisme, il évangélisaient les voyageurs, les paysans et ceux qui venaient s’approvisionner an grains.
L'empereur Maximien Hercule, ayant défait les Bagaudes près de Paris, donna pour mission à Rictius Varus, préfet du prétoire dans les Gaules, d'extirper par tous les moyens possibles le christianisme. 
Rufin et Valère furent martyrisés par décapitation en 287 à Soissons. Selon une autre version, ils furent noyés dans la Vesle et les chrétiens en retirèrent leurs corps et les ensevelirent.

## Culte
Une église leur est dédiée à Coulonges-Cohan dans l'Aisne, en France; une autre, en Belgique, à Treignes.  Selon le Martyrologe romain,
Saint Rufin et Saint Valère sont fêtés le 14 juin.